# Josef Teichmann

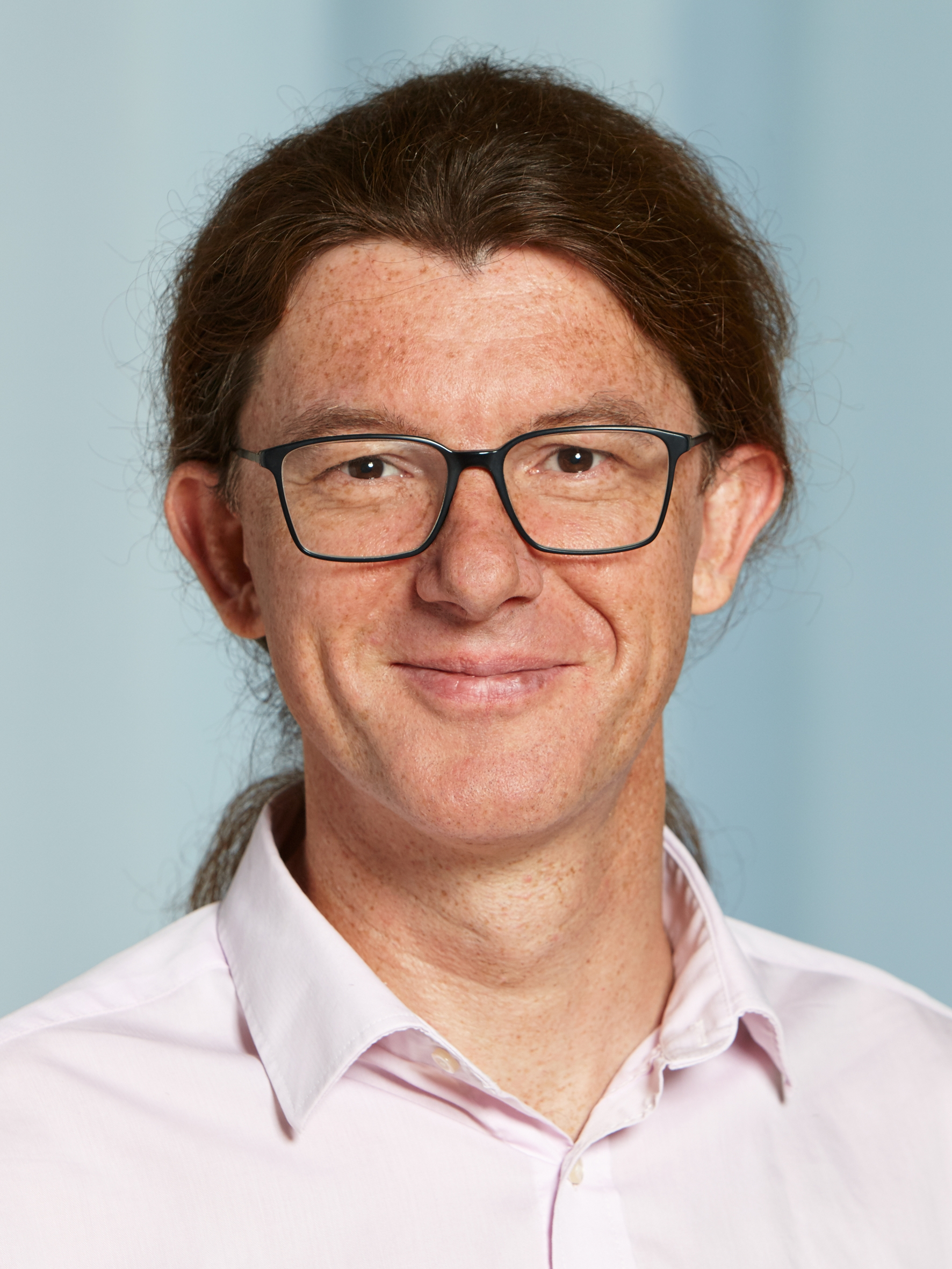
Josef Teichmann (2019)

Josef Teichmann (* 27. August 1972 in Lienz) ist ein österreichischer Finanzmathematiker und Hochschullehrer an der ETH Zürich.

## Leben
Nach einem Grundstudium der Mathematik an der Universität Graz (Abschluss als Magister 1996) absolvierte er ein Doktoratsstudium der Mathematik an der Universität Wien. Der Titel der Dissertation 1999 bei Peter Michor war The Theory of Infinite Dimensional Lie Groups from the Point of View of Functional Analysis. Nach wissenschaftlicher Tätigkeit an der Technischen Universität Wien, habilitierte er sich 2002 ebendort. Seit Juni 2009 ist er ordentlicher Universitätsprofessor an der ETH Zürich. Seit August 2023 is er Vorsteher des Mathematikdepartementes.
Im Jahr 2005 wurde ihm der Förderungspreis der Österreichischen Mathematischen Gesellschaft verliehen und 2006 der START-Preis des FWF.

## Publikationen (Auswahl)
- Hans Bühler, Lukas Gonon, Josef Teichmann und Ben Wood: Deep Hedging. In: Routledge (Hrsg.): Quantitative Finance. Band 19, Nr. 8, 2019, S. 1271–1291.
- Christa Cuchiero, Damir Filipović, Eberhard Mayerhofer, Josef Teichmann: Affine processes on positive semidefinite matrices. In: Annals of Applied Probability. Band 21, Nr. 2, 2021, S. 397–463, doi:10.1214/10-AAP710 (projecteuclid.org).
- Christa Cuchiero, Martin Keller-Ressel, Josef Teichmann: Polynomial processes and their applications to mathematical finance. In: Springer (Hrsg.): Finance and Stochastics. Band 16, 2012, S. 711–740.
- Christian Bayer, Josef Teichmann: The proof of Tchakaloff’s theorem. In: Proceedings of the American mathematical society. Band 134, Nr. 10, 2006, S. 3035–3040.
- Walter Schachermayer, Josef Teichmann: How close are the option pricing formulas of Bachelier and Black–Merton–Scholes? In: Blackwell Publishing Inc (Hrsg.): Mathematical Finance: an international journal of mathematics, statistics and financial economics. Band 18, Nr. 1, 2008, S. 155–170.